# Quintanilla de Onsoña
Quintanilla de Onsoña je mesto v pokrajini Palencia v Španiji.